# NIO EP9
NIO EP9 – elektryczny hipersamochód wyprodukowany pod chińską marką NIO w 2016 roku.

## Historia i opis modelu

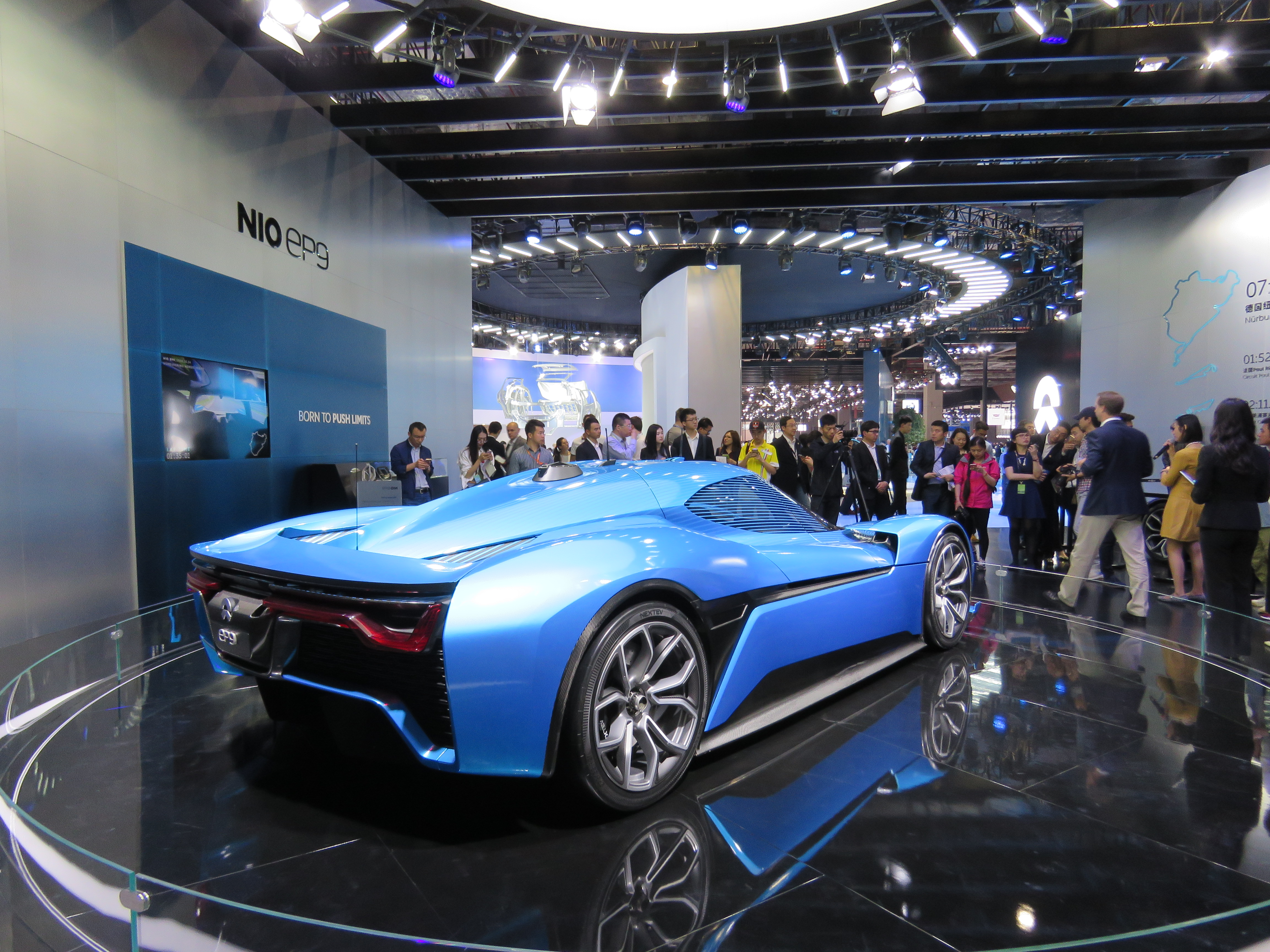
NIO EP9 - tył

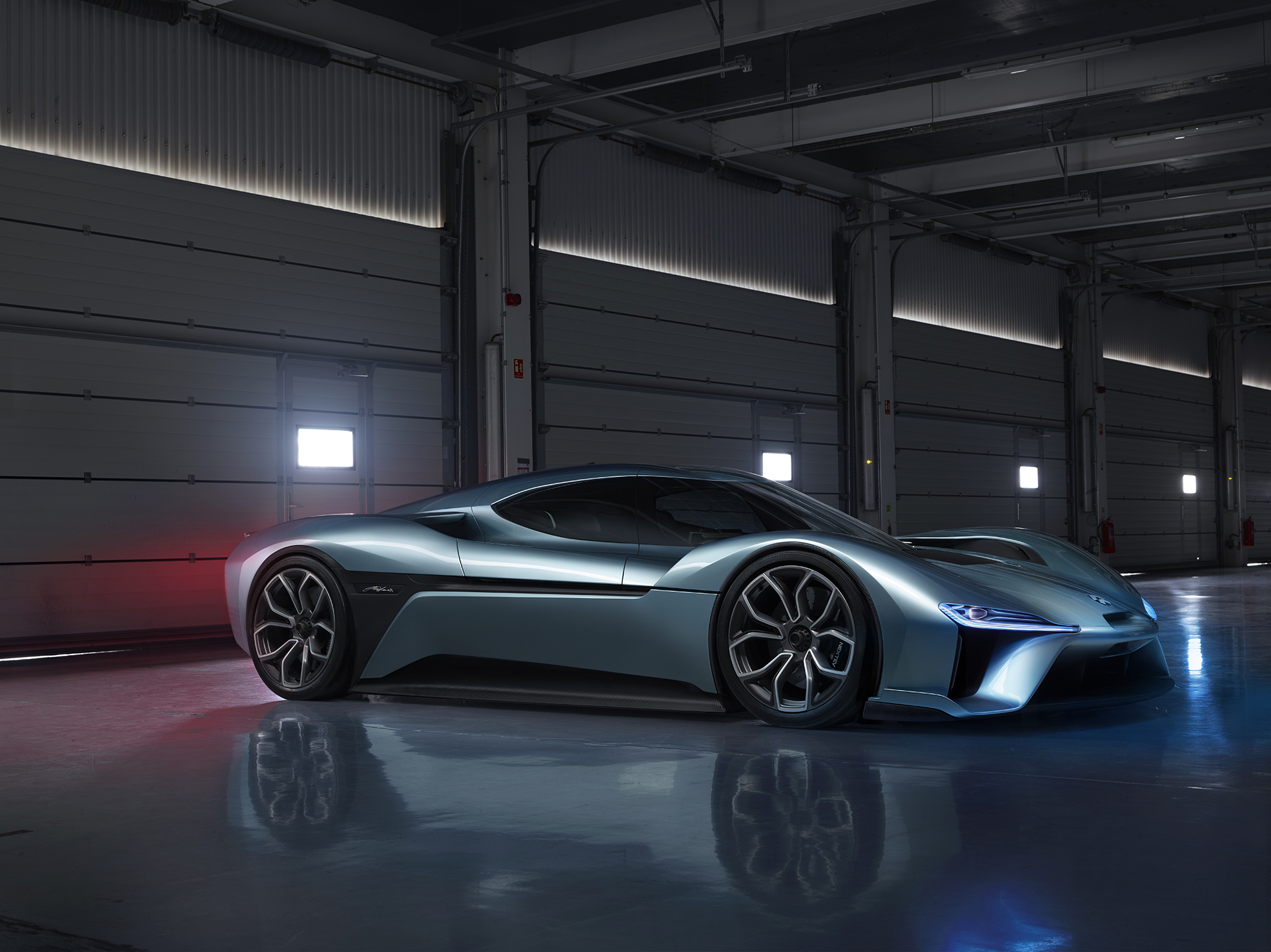
NIO EP9 - sylwetka

W listopadzie 2016 roku chiński startup NextEV zaprezentował swoją pierwszą konstrukcję samochodu elektrycznego pod postacią dwudrzwiowego, dwumiejscowego supersamochodu. NIO EP9 charakteryzuje się wizualnie obłymi przednimi nadkolami, a także dużymi nadkolami zdobiącymi pas tylny i przedni.

### Sprzedaż
NIO EP9 to samochód krótkoseryjny i limitowany. W 2016 roku zbudowane zostało 6 egzemplarzy, z czego wszystkie z nich zostały nabyte przez grono inwestorów i współwłaścicieli startupu NIO.

### Dane techniczne
Układ elektryczny w NIO EP9 tworzony jest przez cztery silniki elektryczne, z czego każdy z nich napędza oddzielnie pojedyncze koło. Całkowita moc wynosi 1360 KM, z kolei 100 km/h osiąga 2,7 sekundy, maksymalnie jadąc 313 km/h. Na jednym ładowaniu NIO EP9 przejedzie 427 kilometrów. Dzięki pokonaniu słynnego niemieckiego toru Nürburgring w czasie 6:45,9, EP9 ma tytuł najszybszego samochodu drogowego na świecie.